# 帕拉丁禮拜堂 (阿亨)

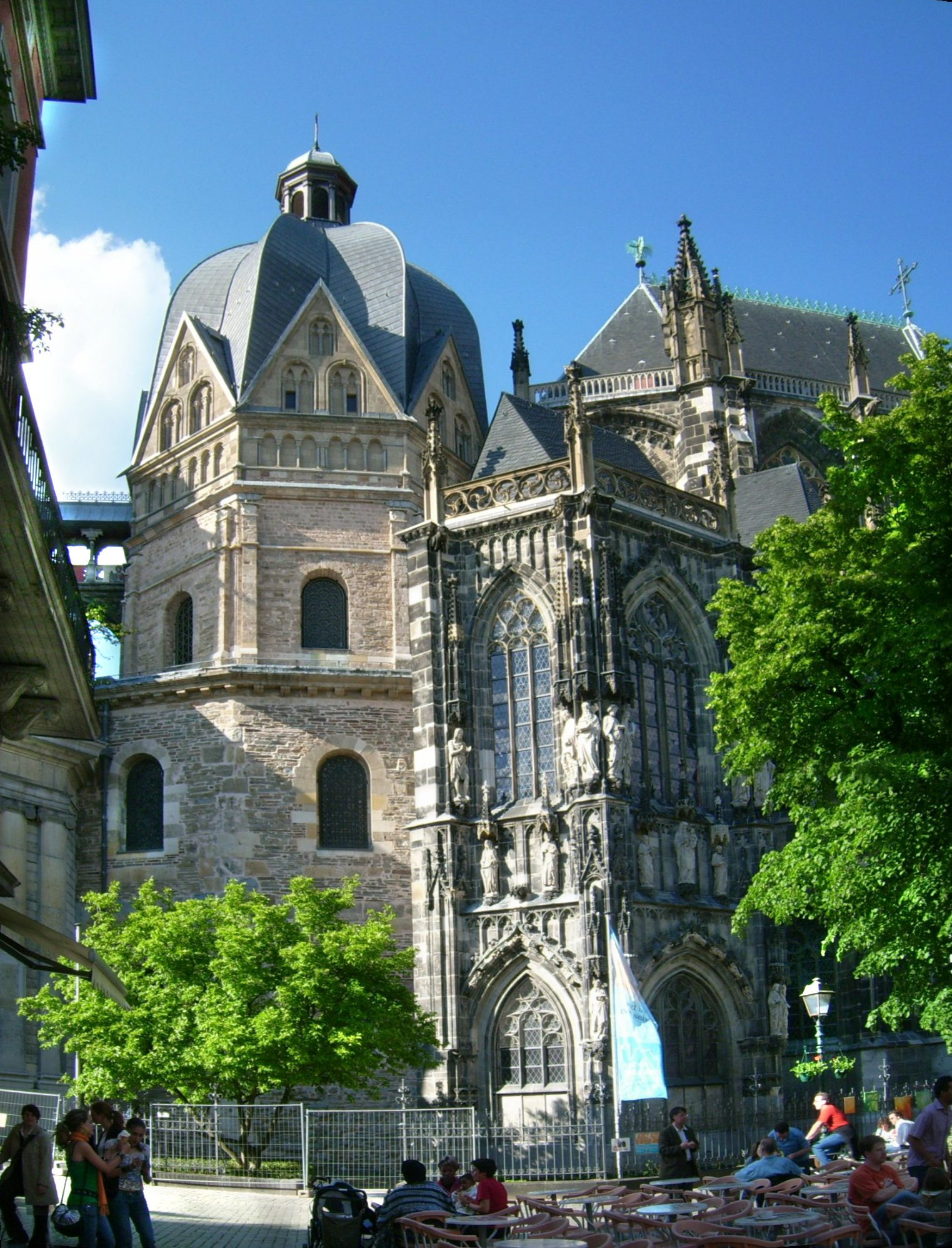
外觀

帕拉丁禮拜堂（Palatine Chapel in Aachen）是德國亞琛的一座中世紀早期的禮拜堂建築。這座建築是查理曼修建的亚琛王宮現存的一部分，也是亚琛主教座堂的中心部分。作為亚琛主教座堂的一部分，該建築被列入世界文化遺產。

## 外部連結
- Official Website of Aachen Cathedral （德語）
- Aachen Cathedral （页面存档备份，存于）, inː Sacred Destinations (online travel guide)

50°46′29″N 6°05′04″E / 50.7747°N 6.08444°E